# General Ángel V. Peñaloza (departamento)
Departamento General Ángel V. Peñaloza é um departamento da província de La Rioja, na Argentina.